# Harry Thürk
Harry Thürk, właśc. Lothar Rudolf Thürk (ur. 8 marca 1927 w Białej, zm. 24 listopada 2005 w Weimarze) – niemiecki pisarz, fotoreporter i tłumacz. Należał – szczególnie w NRD – do najbardziej poczytnych pisarzy okresu powojennego.

## Życiorys
Urodził się 8 marca 1927 roku w rodzinnym domu przy ul. Prudnickiej w Białej na Górnym Śląsku (dom nie zachował się do czasów współczesnych). Wychowywał się w skromnych warunkach, wraz z rodziną mieszkał na terenie cegielni Englischa, gdzie jego ojciec pracował jako placowy. W 1934 rodzina Thürków przeprowadziła się do Prudnika. Zamieszkali robotniczej dzielnicy na skraju miasta, przy Bahnhofstraße 27 (obecnie ul. Kolejowa). Uczęszczał do szkoły powszechnej Albert-Leo-Schlageter-Volksschule (1934–1940) przy ul. Armii Krajowej, a następnie do szkoły handlowej Handelsschule (1940–1942) na pl. Zamkowym w Prudniku. Wówczas zainteresował się fotografią. Został pracownikiem kolei niemieckich DR (Deutsche Reichsbahn). Praktyki w kolejnictwie rozpoczął w latach 1943–1944. Został skierowany do budowy linii kolejowej na trasie Katowice – Zwardoń. Ten epizod w życiu opisał w powieści „Das Tal der sieben Monde”.
Podczas II wojny światowej, pod koniec 1944 został powołany do służby pracy, a następnie Wehrmachtu. Służył w pułku spadochronowym „Hermann Goering”, najpierw w Holandii, a potem Prusach Wschodnich. Walczył także m.in. pod Kaliszem. Swoje doświadczenia z wojny wykorzystał przy pisaniu „Die Stunde der toten Augen”.
W czerwcu 1945, po kilkutygodniowej wędrówce przez Sudety, Thürk powrócił prosto z frontu do rodzinnego Prudnika, który, wraz z okolicą, w wyniku ustaleń konferencji poczdamskiej, został przejęty przez polską administrację. Prudnik, wpierw zajęty przez Rosjan, był spustoszony i splądrowany, nie przypominając Thürkowi miasta jego dzieciństwa i młodości. Thürk, wraz z innymi pozostałymi w Prudniku Niemcami (około 9 tysięcy osób), został ulokowany w getcie na ulicy Chrobrego. Był werbowany do dorywczych zajęć, takich jak odgruzowywanie miasta lub demontaż niemieckich pomników. Jego przeżycia z tego okresu służyły za inspirację dla powieści „Lato umarłych snów”. Polskie władze dały Niemcom na Opolszczyźnie możliwość przyjęcia obywatelstwa polskiego. W obawie przed pozostaniem obywatelem drugiej kategorii, jesienią 1945 Thürk opuścił Prudnik, uciekając z powrotem górami przez Czechosłowację. Zamieszkał w Weimarze w radzieckiej strefie okupacyjnej Niemiec.
W Niemczech Wschodnich Thürk podejmował się różnorakich prac zarobkowych, pracował m.in. jako palacz w ministerstwie kultury, gdzie poznał pierwszych uznanych pisarzy. Już w drugiej połowie lat 40. XX wieku rozpoczął pisanie pierwszych krótkich powieści i wierszy. W latach 1946–1948 został zawodowo działaczem Wolnej Młodzieży Niemieckiej, a następnie przystąpił do NSPJ, Niemieckiej Socjalistycznej Partii Jedności. W 1947 wstąpił do Roboczego Koła Młodych Autorów Turyngii. Rozpoczął pracę jako fotoreporter, zdobywając umiejętność profesjonalnego obchodzenia się z aparatem fotograficznym. W 1948, podczas Kongresu Niemiecko-Polskiego Pojednania, poznał polskiego poetę Tadeusza Borowskiego. Przyjaźń między nimi ukształtowała ostatecznie światopogląd Thürka oparty na świadomym, ludzkim i apolitycznym pojednaniu obu narodów. W 1950 opublikował swoją pierwszą książkę, opowiadanie pt. „Nacht und Morgen”, a sześć lat później ukazała się jego pierwsza powieść – „Die Herren des Salazes”.
Kilka lat wcześniej rozpoczął działalność jako niezależny dziennikarz, pisząc dla różnych gazet i relacjonując jako reporter wydarzenia z pierwszej i drugiej wojny indochińskiej (wietnamskiej) oraz z wojny koreańskiej. Podczas drugiej wojny wietnamskiej doznał ciężkiego zatrucia gazem bojowym „Agent Orange”. Przyjmując ofertę związku pisarzy, podjął zatrudnienie w Pekińskim Wydawnictwie Literatury Obcojęzycznej, spędzając w Chinach łącznie dwa lata.
Po odbyciu w latach 1964–1980 wielu podróży do Azji Wschodniej (m.in. do Laosu, Kambodży, Wietnamu, Korei i Chin) powrócił do Weimaru. Tutaj w latach 1971–1983 sprawował funkcję dyrektora Związku Literatów Niemieckich Turyngii (w obwodzie Erfurt). W roku 1974 ożenił się z Renate Stumpf. W roku 1995 Thürk zrezygnował z członkostwa w Centrum PEN (Wschód).
Ze względu na pogarszający się stan zdrowia i poważną chorobę płuc, spowodowaną zatruciem gazem „Agent Orange”, Thürk wymagał coraz częstszej opieki lekarskiej. W ostatnich latach życia często był przykuty do łóżka. Zmarł 24 listopada 2005 w wieku 78 lat w Weimarze. Pięć dni później, został pochowany w historycznej części tamtejszego cmentarza głównego. Niedługo po pierwszej rocznicy jego śmierci, 14 grudnia 2006 w Białej odsłonięto tablicę pamiątkową poświęconą Thürkowi. W 2007 przewieziono do Prudnika prywatny księgozbiór Thürka, na który składało się 4 tysiące książek.

## Nagrody i wyróżnienia
- 1964, 1977 Krajowa Nagroda NRD
- 1968: 1. miejsce na Festiwalu Filmowym Krajów Azjatyckich i Obszaru Pacyfiku
- 1971, 1980 Nagroda Theodora Körnera (NRD)

## Twórczość
Okres twórczości Harry’ego Thürka przypada na lata 1950–2004. Napisał on sześćdziesiąt, których łączny nakład osiągnął prawie dziewięć milionów egzemplarzy, w samych Niemczech ponad trzy miliony. Jego dzieła przetłumaczono na trzynaście języków. Do jego bogatego dorobku literackiego obok powieści należą opowiadania, kryminały, dokumentacje, książki dla dzieci, tłumaczenia oraz scenariusze filmowe. Był on jednym z najbardziej poczytnych pisarzy Niemiec Wschodnich.
Ze względu na bliskie stosunki z Azją, akcję sporej części swoich powieści, takich jak np. „Der Tod und der Regen” czy „Lotos auf brennenden Teichen”, a także kryminałów, jak np. „Der maskierte Buddha”, Thürk osadził na kontynencie azjatyckim. W jego książkach, a także ich ekranizacjach, chodziło o odkrywanie świata i naświetlanie jego współczesnych problemów.
W okresie NRD, planowane wydania i ekranizacje kilku jego powieści nie doszły do skutku ze względu na komunistyczną cenzurę. Thürk dystansował się od idei komunistycznych. Szczególnie mocno krytykował „kolonialne zapędy” Związku Radzieckiego. Upadek komunizmu i zjednoczenie Niemiec w 1990 pozwoliły mu na realizację zakazanych dotąd politycznie projektów. Wśród nich znalazła się wydana w 1993 powieść „Lato umarłych snów”, której idea powstania pojawiła się już w połowie lat 60. Jej akcja działa się w powojennym Prudniku, a jej głównym przesłaniem miało być pojednanie i dialog między Niemcami i Polakami – narodami dotkniętymi przez II wojnę światową. Autor zawarł w niej wiele wątków autobiograficznych.

### Dzieła

#### Reportaże/literatura faktu
- Pearl Harbor – Die Geschichte eines Überfalls, 1965
- Singapore – Der Fall einer Bastion, 1970
- Indonesien '65 – Anatomie eines Putsches, 1975
- Nachts weint die Sampaguita – Kampf und Niederlage der Huk auf den Philippinen, 1980
- Saigon – Über das Ende des amerikanischen Krieges in Indochina, 1985
- Der Reis und das Blut – Kambodscha unter Pol Pot, 1990
- Midway – Die Wende des Pazifik-Krieges 1942, 1991
- Der lange Marsch – Mao Tse-tungs Weg zur Macht, 1998

#### Powieści
- Die Stunde der toten Augen, 1957
- Das Tal der sieben Monde, 1960
- Der Wind stirbt vor dem Dschungel, 1961
- Lotos auf brennenden Teichen, 1962
- Der Tod und der Regen, 1967
- Amok (Thürk), 1974
- Der Gaukler (Thürk) (2 tomy), 1978
- Des Drachens grauer Atem, 1979
- Taifun (3 tomy), 1988
- Lato umarłych snów (Sommer der toten Träume), 1993
- 10 kryminałów z serii „Delikte-Indizien-Ermittlungen”, 1991–2000

#### Opowiadania
- Nacht und Morgen, 1950
- Treffpunkt Große Freiheit, 1954
- Goldener Traum Jugend, 1996
- Auch überm Jangtse ist Himmel, 2001

#### Literatura dziecięca
- Fahrten und Abenteuer von Pitt und Ursula, Knabe Verlag Weimar 1955/56
- Su-su von der Himmelsbrücke, 1960